# Трестиени (Бузау)
Трестиени (рум. Trestieni) насеље је у Румунији у округу Бузау у општини Парсков. Oпштина се налази на надморској висини од 478 m.

## Становништво
Према подацима из 2002. године у насељу је живело 41 становника, од којих су сви румунске националности.